# 盤浦大橋
盤浦大橋（韩语：／ Banpo Daegyo），在華文媒體曾經被錯譯作半坡大橋，是一條位於大韓民國首都首爾特別市、連接當地漢江兩岸的龍山區西冰庫洞及瑞草區盤浦洞的一條大橋。大橋的建造工程於1980年1月開始，1982年6月25日竣工，是韓國第一條上、下兩層的橋樑，下層是一條潛水橋。盤浦大橋全長1,490公尺、寬25公尺，目前由首爾市漢江事業本部負責管理。在2008年12月14日完成了擴建工程。擴建工程除了把橋面擴闊以外，還在橋的兩旁裝設了一行長長的噴水柱，成為現時健力士世界紀錄大全中全世界最長的噴水橋。

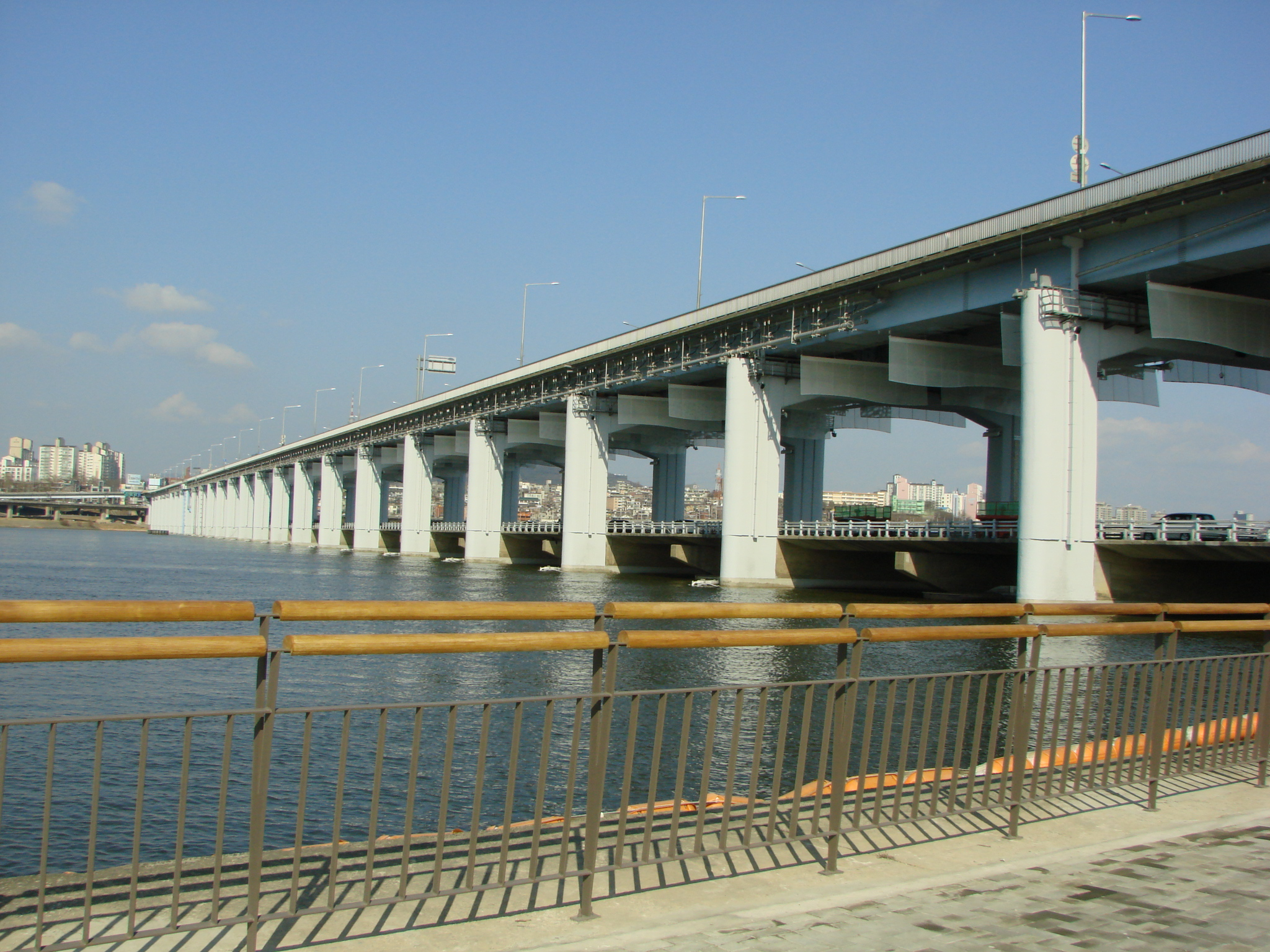
上層為盤浦大橋，下層潛水橋

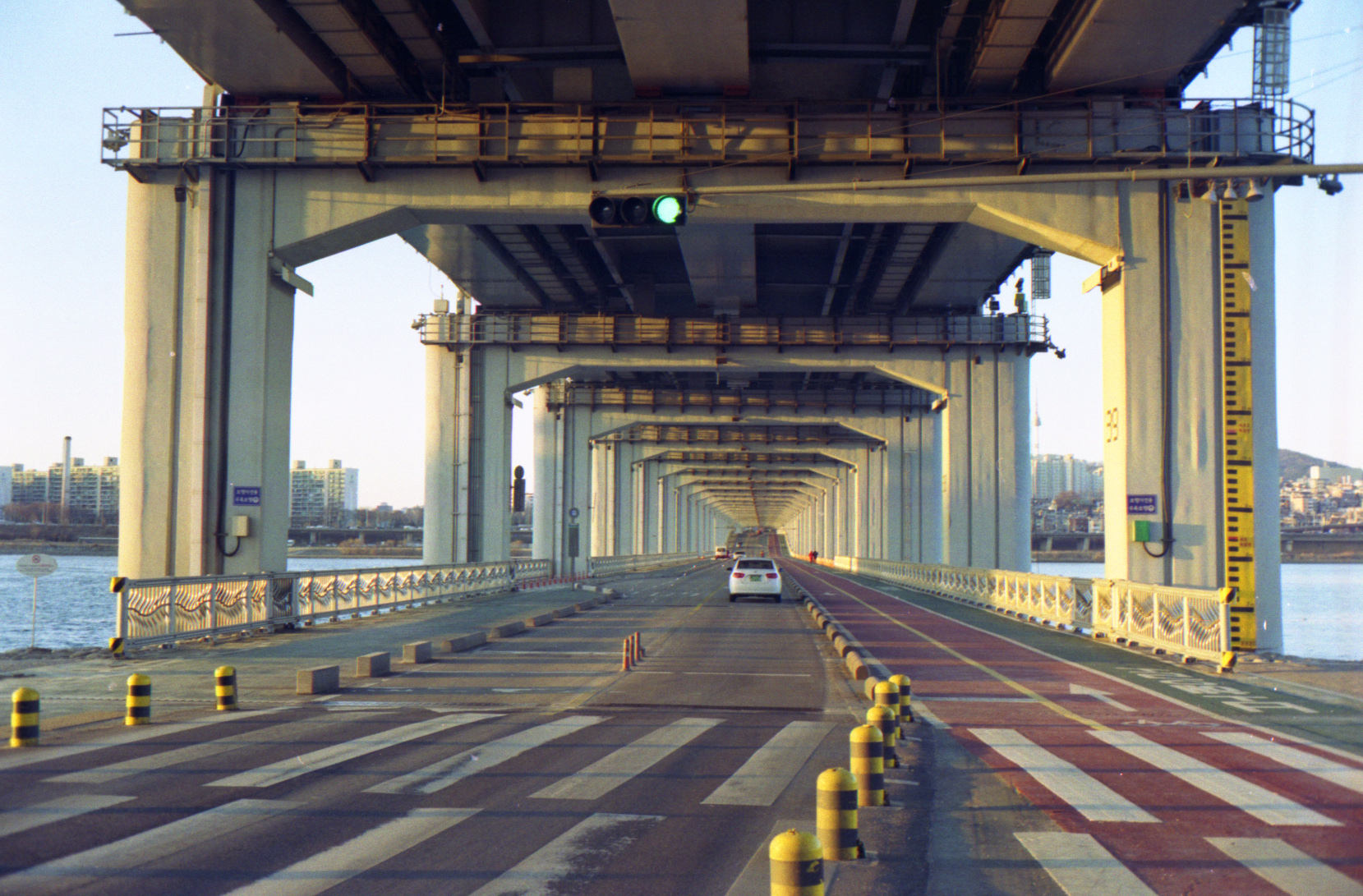
潛水橋內部